# کروکی (طرح)

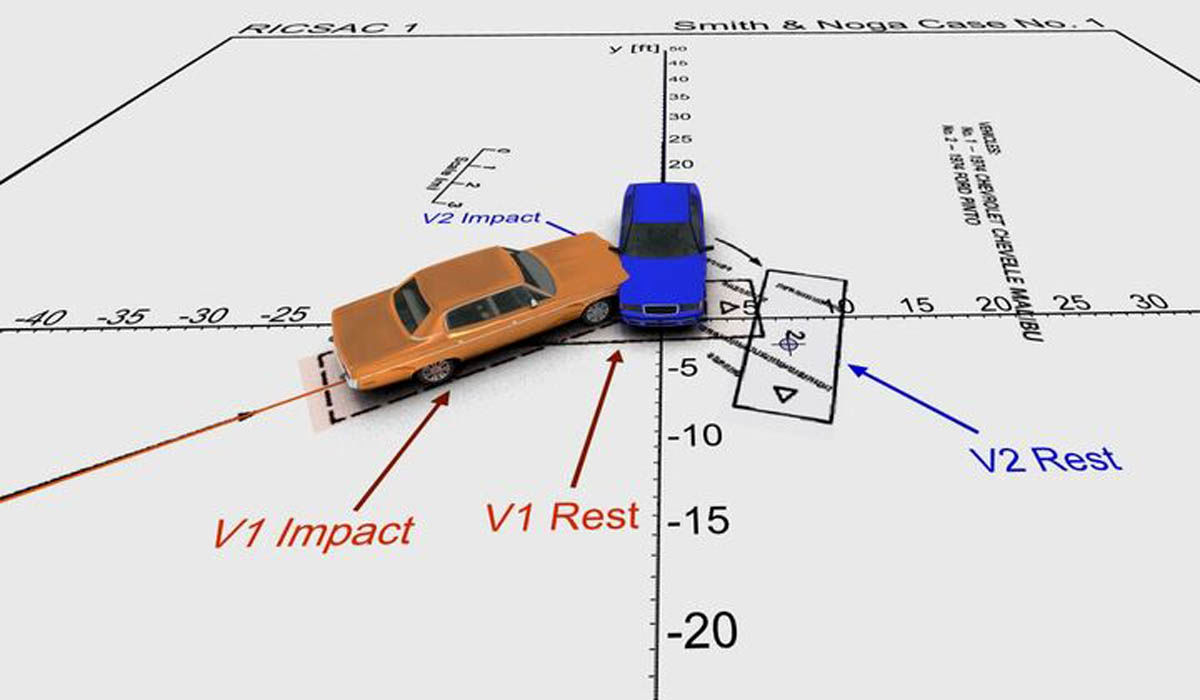
کروکی (طرح)

کروکی (به فرانسوی: Croquis) به معنای طراحی سریع و اجمالی از روی یک مدل است و در ایران برای اشاره به طرحی به کار می‌رود که پلیس راهنمایی و رانندگی برای ترسیم صحنه و بازسازی صحنه تصادف می‌کشد. ترسیم کروکی توسط افسر کارشناس تصادفات صورت پذیرفته و برای اثبات تقصیر در تصادف و ارجاع به دادگاه یا شرکت‌های بیمه کاربرد دارد. کروکی تصادف در ایران به صورت دستی صورت می‌گیرد.
به تازگی نرم‌افزارهایی تهیه شده که می‌توان به وسیله آن کروکی تصادف را ترسیم کرد و مقصر تصادف را شناسایی کرد.

## بازسازی صحنه تصادف
بازسازی صحنه تصادف یکی از شیوه‌های تشخیص جزئیات تصادف رانندگی توسط افسران راهور و کارشناسان رسمی تصادفات است. در این شیوه با بررسی آثار به چا مانده از صحنه تصادف، کروکی تصادف ترسیم می‌شود. این شیوه به صورت دستی انجام می‌گردید تا اینکه چند سال پیش یعنی سال ۱۳۸۹ نرم‌افزار بازسازی صحنه تصادف (به انگلیسی: Crash Zone) به وسیله سرهنگ عباس رازانی وارد ایران شد و توسط سرهنگ  حمید کریم پیرحیاتی بومی سازی گردیده و کتاب راهنمای آن تألیف شد.